# Seznam děl Jana Bedřicha Kittla
Níže jsou tematicky uspořádána známá díla skladatele Jana Bedřicha Kittla. Jen část byla za skladatelova života či později vydána (označena (*)) a rukopisy některých z nich jsou ztraceny.

## Vokální díla

### Opery
- Dafnisův hrob (Daphni's Grab) – nedochováno (zničeno skladatelem)
- Bianca a Giuseppe aneb Francouzové před Nizzou (Bianca un Giuseppe oder Die Franzosen vor Nizza), libreto Richard Wagner, premiéra 19. února 1848, Praha, Stavovské divadlo(*)
- Lesní kvítek (Die Waldblume), libreto Johann Carl Hickel, premiéra 20. února 1852, Praha, Stavovské divadlo
- Obrazoborci (Die Bilderstürmer), libreto Julius Eduard Hartmann, premiéra 20. dubna 1854, Praha, Stavovské divadlo

### Mše a kantáty
- Requiem – nedochováno
- Slavnostní mše (Missa solemnis) C dur (1844)
- Slavnostní kantáta (Jubel-Cantate), op. 34(*)

### Sbory

#### Na německé texty
- Bergmannsleben
- Chifferlied
- Turnerlied
- Am heiligen Charfreitage
- Nokturno
- Kvartet

#### Na české texty
- Přání (text Václav Filípek)
- Na vlast? (text Václav Filípek)
- Žežulička (text Václav Filípek)
- Pro krále a pro vlast
- Společenská
- Tři sbory na slova Gustava Pflegera
  - V tak mnohém srdci
  - Na horách, v údolí
  - To zvadlé listí
- Tři sbory vlastenecké(*)
  - Vlastenecká (text Antonie Melišová-Körschnerová)
  - Smírná (text Ivan Vorlický)
  - Jen svorný duch, tak čas nám vážný káže (text Vratislav Kazimír Šembera)
- O milosrdný Bože náš

### Písně s klavírním doprovodem

#### Na německé texty
- 6 písní, op. 3(*) (mj. č. 1 Lieb' hat eine treue Schwester, č. 2 Liebesglück hat Tausend Zungen, č. 6 Wilde Rosen an Hertha
- 6 písní, op. 4(*) (č. 1 Ständchen, č. 2 Frühlingsahnung, č. 3 Lied auf dem Wasser zu singen, č. 4 Die Spinnerin, č. 5 Das tote Herz, č. 6 Ins stille Land!)
- 6 písní, op. 5(*)
- Klage nicht, op. 7(*)
- 3 zpěvy, op. 11(*)
- Der Vogelsteller', op. 12(*)
- 3 písně na slova Uhlanda a Birnatzkyho, op. 13(*) (č. 1 Frühlingsglaube, č. 2 Klagst du der Rose nach, č. 3 Ständchen')
- Prager Wilde Rose. op. 14(*)
- Die Abfahrt des Corsaren, op. 15(*)
- 3 zpěvy, op. 16(*)
- Der böse Genosse, op. 20(*)
- Trost, op. 21(*) (č. 1 Denkst du wohl mein?, č. 2 Zur Nacht, č. 3 Trostlos, č. 4 Das Mädchen, č. 5 Das Sternchen, č. 6 Trost)
- 6 zpěvů, op. 23(*) (mj. č. 2 An die Nachtigall, č. 5 In der Ferne)
- 6 dvojzpěvů, op. 35(*)
- 6 dvojzpěvů, op. 53(*)
- 7 zpěvů, op. 56(*)
- Wär' ich ein  Stern(*)
- Etwas am Klavier zu singen(*)
- Sandlieder
- Sehnsucht(*)
- Winterlied(*)

#### Na české texty
- 7 písní pro "Věnec vlasteneký, uvitý a obětovaný dívkám vlastenským" (1835-39)(*)
  - Zahradník (text Josef Krasoslav Chmelenský)
  - Nevěsta předoucí (text Josef Krasoslav Chmelenský)
  - Zastaveníčko (text Josef Krasoslav Chmelenský)
  - Na vlast (text František Jaroslav Vacek-Kamenický)
  - Večer (text Josef Krasoslav Chmelenský)
  - Dětský věk (text Václav Jaromír Picka)
  - Nad potůčkem (text Simeon Karel Macháček)
- Jen si nezoufej
- Den po loučení (text Josef Krasoslav Chmelenský)

## Orchestrální díla
- Symfonie č. 1 d moll, op. 19, premiéra 27. dubna 1837(*)
- Symfonie č. 2 Es dur "Lovecká", op. 9, premiéra 7. dubna 1838(*)
- Symfonie č. 3 D dur "Velká", op. 24, premiéra 4. dubna 1842(*)
- Symfonie č. 4 C dur, premiéra 7. července 1858
- Koncertní předehra D dur, op. 22, premiéra 2. května 1841(*). Věnováno císařovně-matce Karolíně Augustě
- Koncertní předehra E dur
- Koncertní předehra ? – nedochováno
- Dva vojenské pochody, op. 32(*)
- Dva přehlídkové pochody, op. 33(*)

## Komorní hudba

### Skladby pro klavír
- 6 idyl, op. 1(*)
- 6 idyl, op. 2(*)
- 3 scherza, op. 6(*)
- Romance, op. 8(*)
- Romance, op. 10(*)
- 3 impromptus, op. 17(*)
- 6 impromptus, op. 18(*)
- 6 impromptus, op. 26(*)
- 3 impromptus, op. 30(*)
- 3 impromptus, op. 38(*)
- Ukolébavka, op. 3(*)
- 3 akvarely, op. 42(*)
- 3 akvarely. op. 44(*)
- 6 akvarelů, op. 45(*)
- Nokturno, op. 53(*)
- Lístky do památníku, op. 58(*)
- 3 impromptus, op. 59(*)
- Andante(*)
- Pastorále – nedochováno
- Útěcha(*)
- Sentimentální menuet
- Veselý pochod (Wohlgemuth-Marsch), Veselý kvapík (Hilarius-Galopp), Hezoučká tanečnice (La jolie danseuse)
- Vzpomínka na Kopidlno
- Velká sonáta, op. 27
- Sonáta – nedochováno

### Ostatní
- Trio pro tři flétny, op. 11
- Trio pro tři flétny, op. 12
- Septet Es dur pro klavír, flétnu, hoboj, klarinet, fagot, hornu a kontrabas, op. 25(*)
- Nonet pro klavír, flétnu, hoboj, klarinet, dva lesní rohy, violu, violoncello a kontrabas
- Trio c moll pro klavír, violu a violoncello, op. 28
- Fantasie pro kytaru, violoncello a klavír